# Trichocerca parvula
Trichocerca parvula is een raderdiertjessoort uit de familie Trichocercidae. De wetenschappelijke naam van deze soort is voor het eerst geldig gepubliceerd in 1939 door Carlin.